# Java Topology Suite
Java Topology Suite (JTS) es una API que proporciona un modelo de objetos espaciales y funciones fundamentales geométricas 2D. JTS ha sido desarrollada por la empresa Vivid Solutions y está implementada íntegramente en el lenguaje de programación Java, distribuyéndose bajo licencia LGPL.
Cumple con la especificación Simple Features Specification for SQL (SFSQL) publicada por el Open Geospatial Consortium y proporciona una implementación completa, consistente y robusta de algoritmos espaciales bidimensionales.
Esta biblioteca es ampliamente utilizada en el software SIG de código libre con funciones de análisis espacial, consultas avanzadas y creación de topología. Existe una versión de esta biblioteca en C++, llamada GEOS (Geometry Engine - Open Source).